# James Doohan
James Doohan (ur. 3 marca 1920 w Vancouver, zm. 20 lipca 2005 w Redmond) – kanadyjski aktor, występował w roli Scotty’ego w serialu i w filmach Star Trek.

## Filmografia
- 1979: Star Trek
- 1982: Star Trek II: Gniew Khana
- 1984: Star Trek III: W poszukiwaniu Spocka
- 1986: Star Trek IV: Powrót na Ziemię
- 1989: Star Trek V: Ostateczna granica
- 1991: Star Trek VI: Wojna o pokój
- 1993: Strzelając śmiechem
- 1994: Star Trek: Pokolenia